# Liste des épisodes de Better Call Saul
La liste des épisodes de Better Call Saul, série télévisée américaine, constituée de 63 épisodes, diffusés entre le 8 février 2015 et le 15 août 2022 sur AMC simultanément aux États-Unis et au Canada.

## Panorama des saisons
| Saison | Saison | Nombre d'épisodes | Nombre d'épisodes | Diffusion originale sur AMC | Diffusion originale sur AMC | Diffusion originale sur AMC | Diffusion originale sur AMC    | Diffusion originale sur AMC |
| Saison | Saison | Nombre d'épisodes | Nombre d'épisodes | Années                      | Début de saison             | Fin de saison               | Audience moyenne (en millions) |                             |
| ------ | ------ | ----------------- | ----------------- | --------------------------- | --------------------------- | --------------------------- | ------------------------------ | --------------------------- |
|        | 1      | 10                | 10                | 2015                        | 8 février 2015              | 6 avril 2015                | 3,21                           |                             |
|        | 2      | 10                | 10                | 2016                        | 15 février 2016             | 18 avril 2016               | 2,16                           |                             |
|        | 3      | 10                | 10                | 2017                        | 10 avril 2017               | 19 juin 2017                | 1,64                           |                             |
|        | 4      | 10                | 10                | 2018                        | 6 août 2018                 | 8 octobre 2018              | 1,49                           |                             |
|        | 5      | 10                | 10                | 2020                        | 23 février 2020             | 20 avril 2020               | 1,37                           |                             |
|        | 6      | 13                | 7                 | 2022                        | 18 avril 2022               | 23 mai 2022                 | 1,21                           |                             |
| 6      | 6      | 13                | 11 juillet 2022   | 2022                        | 15 août 2022                | 1,34                        |                                |                             |

## Liste des épisodes

### Première saison (2015)
Composée de dix épisodes, elle a été diffusée du 8 février 2015 au 6 avril 2015 sur AMC aux États-Unis et au Canada,,,, ainsi que sur Netflix, en France, en Belgique, en Suisse et au Luxembourg le lendemain de la diffusion américaine, soit près d'un an et demi après la fin de la série Breaking Bad dont elle est dérivée.
| N° | Titre français            | Titre original      | Diffusion originale |
| -- | ------------------------- | ------------------- | ------------------- |
| 1  | Uno                       | Uno                 | 8 février 2015      |
| 2  | Mijo                      | Mijo                | 9 février 2015      |
| 3  | Nacho                     | Nacho               | 16 février 2015     |
| 4  | Héros                     | Hero                | 23 février 2015     |
| 5  | Le Jeune Berger des Alpes | Alpine Shepherd Boy | 2 mars 2015         |
| 6  | Histoire de flics         | Five-O              | 9 mars 2015         |
| 7  | Bingo                     | Bingo               | 16 mars 2015        |
| 8  | Rico                      | Rico                | 23 mars 2015        |
| 9  | Pimento                   | Pimento             | 30 mars 2015        |
| 10 | Marco                     | Marco               | 6 avril 2015        |

### Deuxième saison (2016)
En juin 2014, lors de l'annonce du report de la diffusion de la première saison pour février 2015, AMC déclare avoir déjà commandé une deuxième saison de treize épisodes. Composée finalement de dix épisodes, elle a été diffusée du 15 février 2016 au 18 avril 2016 sur AMC, aux États-Unis.
| N° | Titre français        | Titre original | Diffusion originale |
| -- | --------------------- | -------------- | ------------------- |
| 1  | Un nouveau chapitre   | Switch         | 15 février 2016     |
| 2  | Le Gâteau à la crème  | Cobbler        | 22 février 2016     |
| 3  | Amarillo              | Amarillo       | 29 février 2016     |
| 4  | Réquisitoire          | Gloves Off     | 7 mars 2016         |
| 5  | Rebecca               | Rebecca        | 14 mars 2016        |
| 6  | Bali Ha'i             | Bali Ha'i      | 21 mars 2016        |
| 7  | Regonflé              | Inflatable     | 29 mars 2016        |
| 8  | Fifi                  | Fifi           | 4 avril 2016        |
| 9  | La Roue de la fortune | Nailed         | 11 avril 2016       |
| 10 | Klick                 | Klick          | 18 avril 2016       |

### Troisième saison (2017)
Le 15 mars 2016, la série a été renouvelée pour une troisième saison de dix épisodes. Elle a été diffusée du 10 avril 2017, au 19 juin 2017 sur AMC, aux États-Unis.
| N° | Titre français       | Titre original | Diffusion originale |
| -- | -------------------- | -------------- | ------------------- |
| 1  | Mabel                | Mabel          | 10 avril 2017       |
| 2  | Témoignage           | Witness        | 17 avril 2017       |
| 3  | Les Causes perdues   | Sunk Costs     | 24 avril 2017       |
| 4  | Sabrosito            | Sabrosito      | 1er mai 2017        |
| 5  | Manigances           | Chicanery      | 8 mai 2017          |
| 6  | Question d'étiquette | Off Brand      | 15 mai 2017         |
| 7  | Frais                | Expenses       | 22 mai 2017         |
| 8  | Faux-Pas             | Slip           | 5 juin 2017         |
| 9  | Chute                | Fall           | 12 juin 2017        |
| 10 | Lanterne             | Lantern        | 19 juin 2017        |

### Quatrième saison (2018)
Le 27 juin 2017, la chaîne a renouvelé la série pour une quatrième saison de dix épisodes, diffusée du 6 août 2018 au 8 octobre 2018 sur AMC,  aux États-Unis.
| N° | Titre français        | Titre original      | Diffusion originale |
| -- | --------------------- | ------------------- | ------------------- |
| 1  | Fumée                 | Smoke               | 6 août 2018         |
| 2  | Respirez              | Breathe             | 13 août 2018        |
| 3  | Le Bavarois           | Something Beautiful | 20 août 2018        |
| 4  | Parler                | Talk                | 27 août 2018        |
| 5  | Sacrée aventure       | Quite a Ride        | 3 septembre 2018    |
| 6  | Piñatas               | Piñata              | 10 septembre 2018   |
| 7  | Un truc stupide       | Something Stupid    | 17 septembre 2018   |
| 8  | Coushatta             | Coushatta           | 24 septembre 2018   |
| 9  | Auf Wiedersehen !     | Wiedersehen         | 1er octobre 2018    |
| 10 | Le Gagnant rafle tout | Winner              | 8 octobre 2018      |

### Cinquième saison (2020)
Le 28 juillet 2018, peu de temps avant la diffusion de la quatrième saison, AMC annonce le renouvellement de la série pour une cinquième saison,, comprenant dix épisodes, diffusée du 23 février au 20 avril 2020 sur AMC,  aux États-Unis.
| N° | Titre français            | Titre original         | Diffusion originale |
| -- | ------------------------- | ---------------------- | ------------------- |
| 1  | Magic Man                 | Magic Man              | 23 février 2020     |
| 2  | Moins 50 % !              | 50% Off                | 24 février 2020     |
| 3  | L'Homme de la situation   | The Guy For This       | 2 mars 2020         |
| 4  | Namaste                   | Namaste                | 9 mars 2020         |
| 5  | À la mémoire de Max       | Dedicado a Max         | 16 mars 2020        |
| 6  | Wexler contre Goodman     | Wexler v. Goodman      | 23 mars 2020        |
| 7  | JMM                       | JMM                    | 30 mars 2020        |
| 8  | Transporteur              | Bagman                 | 6 avril 2020        |
| 9  | La Route du mauvais choix | Bad Choice Road        | 13 avril 2020       |
| 10 | Un truc impardonnable     | Something Unforgivable | 20 avril 2020       |

### Sixième saison (2022)
Le 16 janvier 2020, un mois avant la diffusion de la cinquième saison, AMC annonce le renouvellement de la série pour une sixième saison, faisant office de conclusion à la série ; prévue pour 2022, celle-ci se composera de treize épisodes,,.
| N°         | Titre français          | Titre original      | Diffusion originale |
| 1re partie | 1re partie              | 1re partie          | 1re partie          |
| ---------- | ----------------------- | ------------------- | ------------------- |
| 1          | Du vin et des roses     | Wine and Roses      | 18 avril 2022       |
| 2          | La Carotte et le Bâton  | Carrot and Stick    | 18 avril 2022       |
| 3          | Le Marteau et l'Enclume | Rock and Hard Place | 25 avril 2022       |
| 4          | Délit de fuite          | Hit and Run         | 2 mai 2022          |
| 5          | Salement amoché         | Black and Blue      | 9 mai 2022          |
| 6          | Dur à la hache          | Axe and Grind       | 16 mai 2022         |
| 7          | Préparation, Exécution  | Plan and Execution  | 23 mai 2022         |
| 2e partie  |                         |                     |                     |
| 8          | Dans le viseur          | Point and Shoot     | 11 juillet 2022     |
| 9          | Partie de plaisir       | Fun and Games       | 18 juillet 2022     |
| 10         | Nippy                   | Nippy               | 25 juillet 2022     |
| 11         | Breaking Bad            | Breaking Bad        | 1er août 2022       |
| 12         | De l'eau dans le gaz    | Waterworks          | 8 août 2022         |
| 13         | Saul au monde           | Saul Gone           | 15 août 2022        |

Source des titres FR